# Dariusz Biskupski
Dariusz Biskupski (ur. 29 czerwca 1964 w Warszawie) – polski aktor teatralny i filmowy.

## Życiorys
Absolwent Państwowej Wyższej Szkoły Teatralnej w Warszawie, którą ukończył w 1988 roku. Debiut teatralny aktora miał miejsce 12 grudnia 1987 roku. W latach 1987–2002 związany z Teatrem Polskim w Warszawie.
Do 2002 związany z Małgorzatą Sadowską, mają córkę Maję.

## Filmografia
- 1977: Dziewczyna i chłopak (serial) – Jurek, syn wuja Stefana
- 1977: Królowa pszczół
- 1980: Dziewczyna i chłopak – Jurek, syn wuja Stefana
- 1986: Maskarada – Kazio, młody aktor
- 1987: 07 zgłoś się (odc. 19)
- 1987: Dorastanie – student (odc. 1)
- 1989: Lawa – Justyn Pol w scenie „Balu u Senatora”
- 1990: W labiryncie – Prus (odc. 120)
- 1990: Rozmowy o miłości – aktor występujący w teledysku Ewy
- 1993: Wow
- 1993: Nowe przygody Arsena Lupina – attaché wojskowy Niemiec
- 1995: Za co? – zesłaniec Adam Rosołowski
- 1997–2012: Klan – doktor Adam Lenart, lekarz na OIOM-ie opiekujący się chorą Dorotą
- 1999–2000: Czułość i kłamstwa – Kamiński, psychicznie chory mężczyzna, który zaatakował nożem Michała
- 1999: Krugerandy – chirurg, specjalista od zmiany płci
- 1999: Pierwszy milion – narkoman
- 2000: 6 dni strusia – Dewilski
- 2000: Avalon – Bishop
- 2000: Dom – funkcjonariusz SB kierujący grupą robiącą nalot na mieszkanie Jasińskich (odc. 22)
- 2000: Plebania – Arek, „goryl” Tracza
- 2001: Marszałek Piłsudski – uczestnik zjazdu PPS (odc. 2)
- 2001: Miodowe lata – Bjorn Bergenstrup (odc. 75)
- 2001: Poranek kojota – „Łysy”, człowiek „Dzikiego”, szef bramkarzy w klubie „Vanessa”
- 2001: Wiedźmin – Cykada
- 2002: Wiedźmin – Cykada (odc. 10 i 11)
- 2002: Sfora: Bez litości – Piotr T. „Tomahawk”, człowiek Starewicza
- 2002: Rób swoje, ryzyko jest twoje – klawisz
- 2002–2010: Samo życie – Grzegorz Florek, ochroniarz w prywatnej klinice, w której przetrzymywany był Kacper Szpunar
- 2002: Sfora – Piotr T. „Tomahawk”, człowiek „Twardego”, potem Starewicza (odc. 1, 4, 5)
- 2002: Szpital na perypetiach – guru (odc. 17)
- 2003: Magiczne drzewo – bandyta (odc. 2)
- 2003: Na Wspólnej – trener piłki nożnej
- 2003: Pogoda na jutro – goryl „Claudii”
- 2003: Symetria – Adolf
- 2003: Zostać miss 2 – ochroniarz Sary
- 2004: Glina – doktor Matysewicz, lekarz pogotowia (odc. 12)
- 2004: Kryminalni – Kruszon (odc. 9)
- 2004: Oficer – Crettenand, wysłannik Jacques’a Rechitina
- 2004–2012: Pierwsza miłość – 2 role: prokurator Świderski; dziekan
- 2005: Bulionerzy – porucznik Kawka (odc. 29)
- 2005: Fala zbrodni – Maksym Skonicki (odc. 45)
- 2006: Mrok – Rolka (odc. 8)
- 2007: Cztery poziomo – „Git”
- 2009: Czas honoru – lekarz SS (odc. 14)
- 2010: Ludzie Chudego – członek bandy (odc. 1, 2)
- 2010: Ojciec Mateusz – Tęczyński (odc. 42)
- 2010: Skrzydlate świnie – ochroniarz
- 2011: 1920 Bitwa warszawska – Ratajczak
- 2013: Sierpniowe niebo. 63 dni chwały – dowódca SS
- 2013: Cisza nad rozlewiskiem – Jan
- 2017: Belfer 2 – Tadeusz Tkaczyk „Tati”
- 2017: Pensjonat nad rozlewiskiem – Leopold Romanik
- 2018: O mnie się nie martw – stolarz Adrian (odc. 112)
- 2019: Wojenne dziewczyny – „Ramzes” (odc. 33)
- 2019: Odwróceni. Ojcowie i córki – „Grzanka” (odc. 1)
- 2019: Komisarz Alex – „Zimny”, szef mafii (odc. 156)
- 2020: Ojciec Mateusz – Andrzej Karaś „Suchy” (odc. 299)
- 2020: Asymetria – Adolf
- 2020: Na dobre i na złe – ojciec „Kosy” (odc. 771, 772, 775)
- od 2021: Usta usta – Marian
- od 2021: Tajemnica zawodowa – Krzysztof